# Haematopota vimoli
Haematopota vimoli är en tvåvingeart som beskrevs av Coher 1987. Haematopota vimoli ingår i släktet Haematopota och familjen bromsar.
Artens utbredningsområde är Thailand. Inga underarter finns listade i Catalogue of Life.